# Helma Holthausen-Krüll
Helma Holthausen-Krüll (* 21. Oktober 1916 in Neuss; † 20. Januar 2020) war eine deutsche Malerin, die vor allem Landschaftsbilder vom Niederrhein geschaffen hat. Sie malte mit kräftigen Farben in impressionistischem Stil und versuchte die Stimmung des Augenblicks mit bunten Arrangements einzufangen. Bei den meist kleinformatigen Ölbilder stehen immer wieder die skurrilen Kopfweiden im Vordergrund.
Die Kindheit und Schulzeit verbrachte sie in Neuss. Sie besuchte das Gymnasium Marienberg und hatte schon frühzeitig den Wunsch Malerin zu werden.
Von 1935 bis 1940 studierte sie an der staatlichen Kunstakademie Düsseldorf bei Werner Heuser, Max Clarenbach und Wilhelm Schmurr. Sie wurde Schülerin der Landschafterklasse von Clarenbach. Zu ihrer Klasse gehörten noch der in Erfurt geborene Meisterschüler Alfred Mock, Hermann Lehmann, der 1944 starb, sowie Guido Brink und Waldemar Guerike. Das Sommersemester wurde im „Malerheim“ Haus Sieben Linden in Kalkar abgehalten. An die Ankunft dort erinnert sie sich mit den Worten: „Mein Vater ist mit mir im Auto dorthin gefahren. Er hat sich alles angesehen und dann gesagt, 'also gut, ich bezahle das, du kannst nach Kalkar gehen, aber du wohnst nicht im 'Haus Sieben Linden'. Denn da waren ja die Jungs untergebracht, und Sie wissen, wie das damals war.“ Die Sommerakademie fand 1938 zum letzten Mal statt, die Kunstakademie wurde 1940 geschlossen.
Danach fand sie eine Anstellung als technische Zeichnerin. 1942 heiratete sie Alfred Mock, der aber schon bald darauf am 11. August 1944 in Russland fiel. Nach dem Krieg arbeitete sie als Sekretärin und malte nur so zum Vergnügen.
In den 1950er Jahren lernte Helma Mock-Krüll ihren zweiten Ehemann Max Josef Holthausen kennen und heiratete ihn 1956. Gemeinsam erarbeiteten sie in den nächsten zehn Jahren die Bergische Bibliografie (Literaturdatenbank über das bergische Land) im Schloss Linnep. Sie unternahmen zusammen auch Reisen an die Nord- und Ostsee (speziell Ostfriesland), in die Voralpen und nach Frankreich, während derer sie viele Skizzen und Zeichnungen erstellte.
Seit 1985 betrieb sie ein Atelier im Schloss Dyck und arbeitete bis kurz vor ihrem Tod an neuen Werken.

## Ausstellungen
- 1949: Weihnachtsausstellung der Neusser Künstlergruppe
- 1959: mit Maria Halft und Walter Urbach: „Mensch und Landschaft des Niederrheins“ in der Schule Brücke in Neuss
- verschiedene Ausstellungen in Neuss, Düsseldorf, Dortmund, Münster, Duisburg, Angerland und Frankreich
- 2012: mit Alfred Mock und Max Clarenbach: „Niederrheinische Landschaften“ im Städtischen Museum Kalkar